# COSMO (canale radiofonico)

Logo

COSMO, noto fino al 31 dicembre 2016 come Funkhaus Europa, è un canale radiofonico internazionale e multiculturale nato nel 1998. È finanziato e realizzato dagli enti radiotelevisivi pubblici WDR, Radio Bremen e la berlinese RBB.
Mentre di giorno COSMO trasmette in lingua tedesca, principalmente programmi musicali secondo il motto "Global Sound Radio", di sera ci sono i programmi in madrelingua dei principali gruppi di immigrati in Germania. Tra questi programmi ci sono Radio Colonia in lingua italiana, quello turco Köln Radyosu, quello serbo-croato-bosniaco Radio Forum, quelli russo, polacco, curdo, greco, spagnolo e arabo. Tutti i programmi sono ascoltabili via internet sia in livestream, sia in podcast.

## Radio Colonia

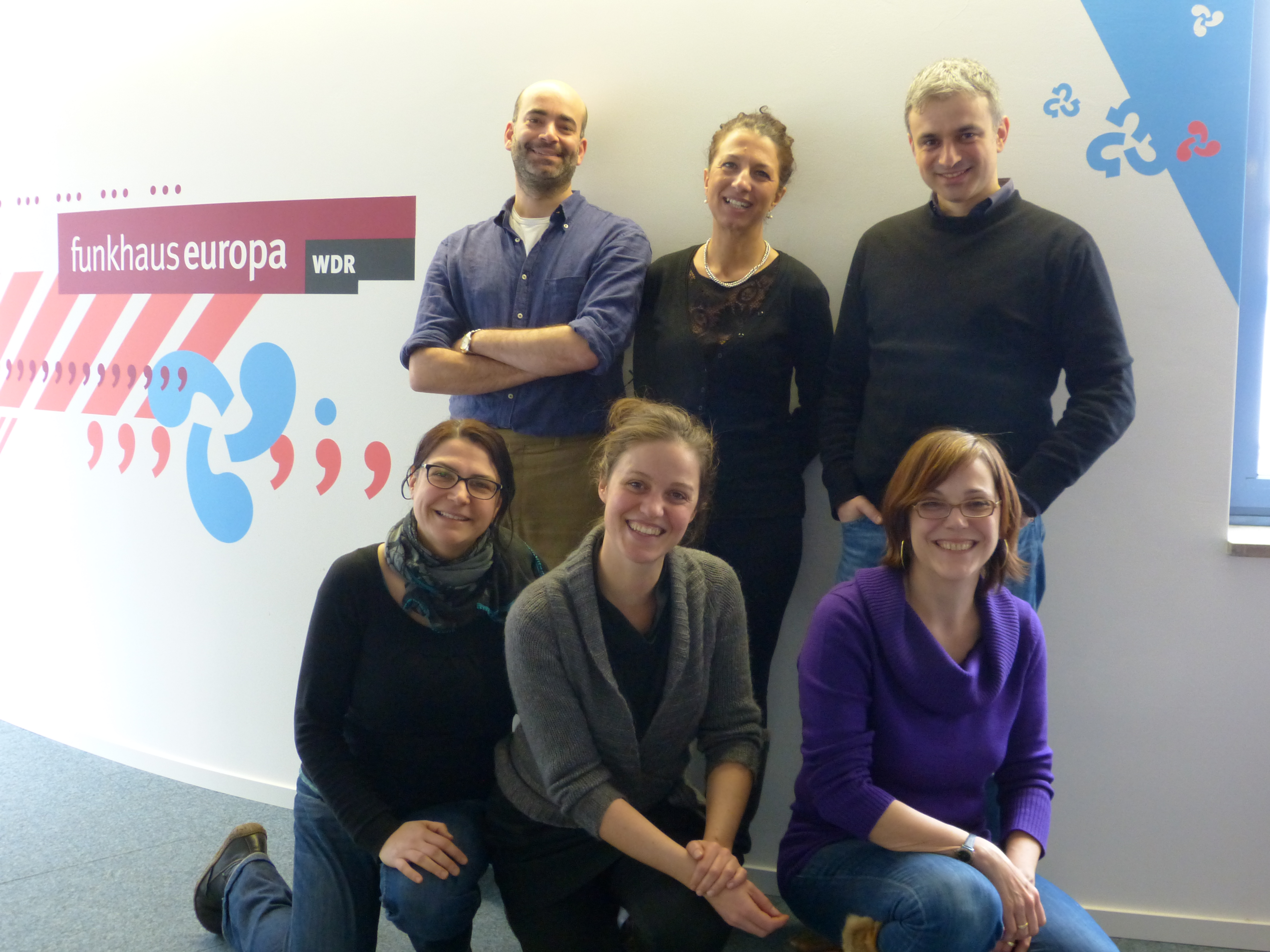
Redattori e alcuni giornalisti di Radio Colonia

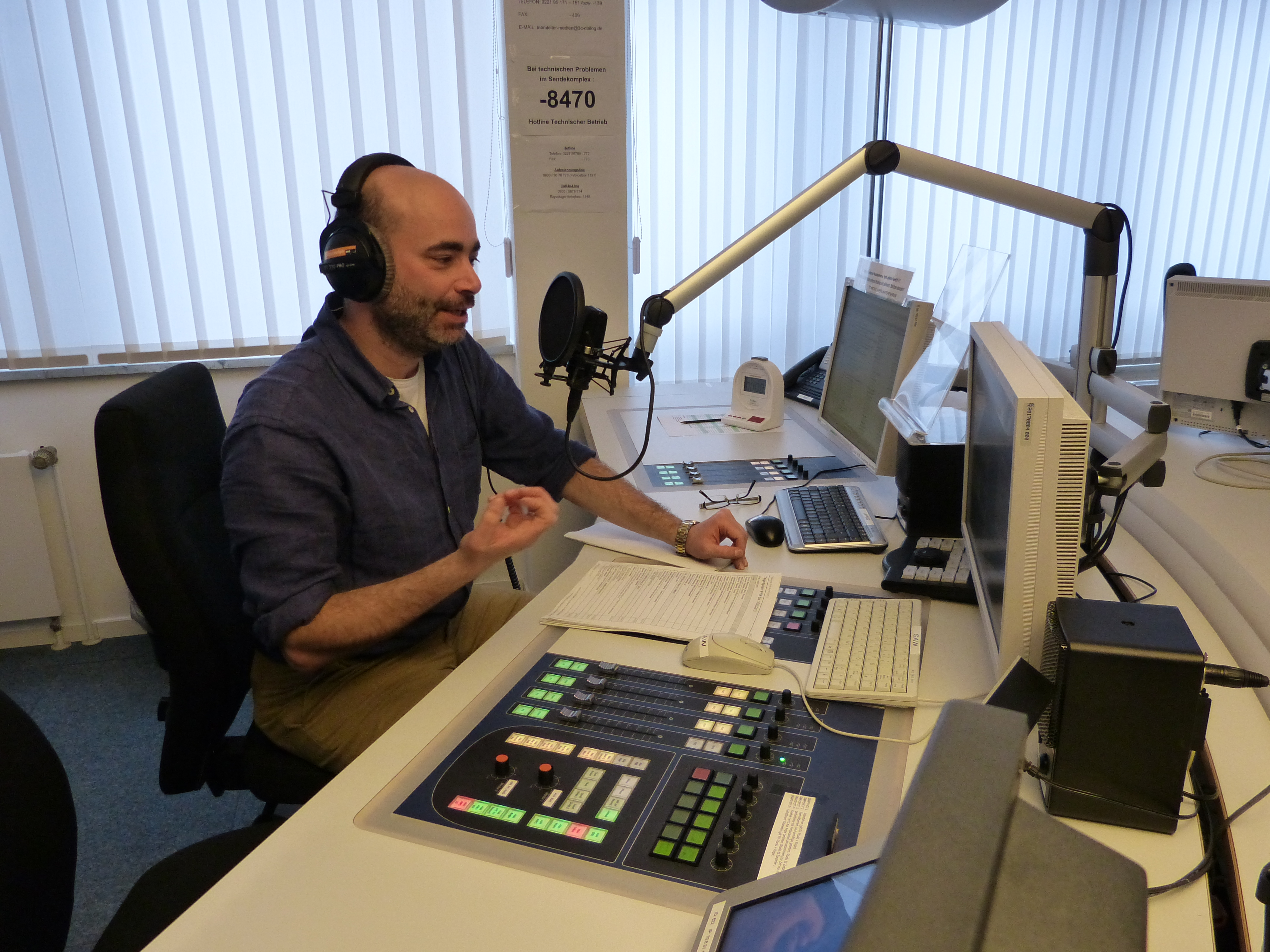
Il caporedattore Tommaso Pedicini

Radio Colonia è un programma radiofonico in lingua italiana di attualità, informazione e musica trasmesso dall'ente radiotelevisivo pubblico tedesco WDR (Westdeutscher Rundfunk) nell'ambito del canale internazionale COSMO.
Nata nel 1961 per aiutare i connazionali emigrati in Germania a orientarsi nel paese di accoglienza e sentire una voce italiana, dal 1999 Radio Colonia fa parte del canale COSMO che trasmette programmi in altre lingue e risponde alle esigenze della società multiculturale tedesca.
Radio Colonia trasmette dal lunedì al venerdì alle 18 e alle 21 in streaming internet e alle 21 anche in radio sulle frequenze di Cosmo in diverse città e regioni tedesche. Dal 2020, anche con la app di COSMO gratuita.
Riconoscimenti
- 1992 - Premio Civis
- 2012 - Premio Mercurio

## Loghi

Logo di Funkhaus Europa (WDR) utilizzato dal 1998 al 2008
Logo di Funkhaus Europa (WDR) utilizzato dal 2008 al 2016
Logo alternativo di Funkhaus Europa (WDR) utilizzato dal 2008 al 2016
Logo di Funkhaus Europa (Radio Bremen) utilizzato dal 1998 al 2016
Logo di Funkhaus Europa (RBB) utilizzato dal 2008 al 2016
Logo di Funkhaus Europa utilizzato dal 22 febbraio 2016 al 31 dicembre 2016
Logo alternativo di Funkhaus Europa utilizzato dal 22 febbraio 2016 al 31 dicembre 2016
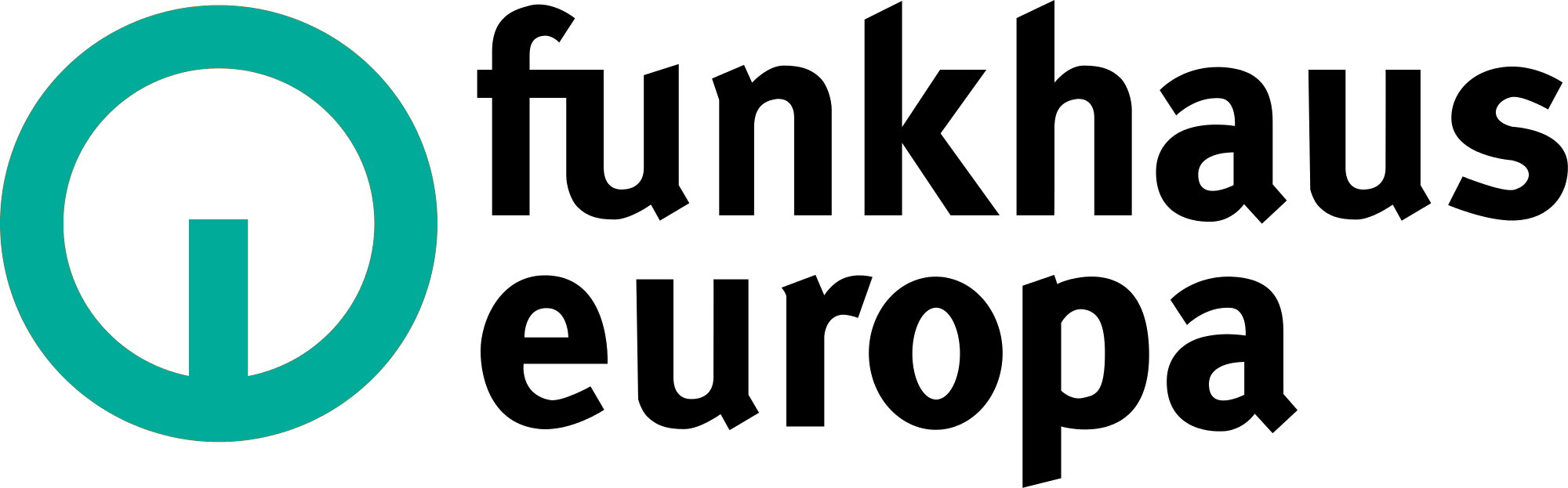
Logo di Funkhaus Europa (Radio Bremen) utilizzato dall'estate 2016 al 31 dicembre 2016
Logo di COSMO in uso dal 1º gennaio 2017
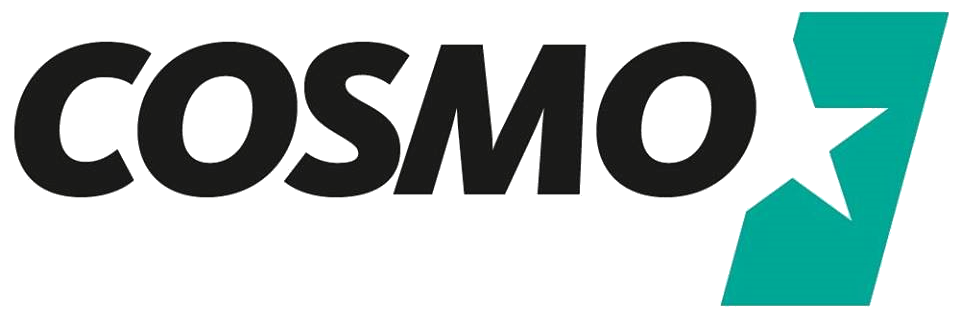
Logo alternativo di COSMO in uso dal 1º gennaio 2017
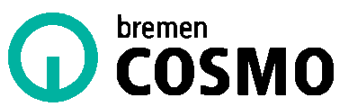
Logo di bremen COSMO (Radio Bremen) in uso dal 1º gennaio 2017